# سالاسکو
سالاسکو (به ایتالیایی: Salasco) یک کومونه در ایتالیا است که در استان ورسلی واقع شده‌است.

## خصوصیات
سالاسکو ۱۲٫۱ کیلومترمربع مساحت و ۲۴۰ نفر جمعیت دارد.